# Roziers-Saint-Georges
Roziers-Saint-Georges é uma comuna francesa na região administrativa da Nova Aquitânia, no departamento de Alto Vienne. Estende-se por uma área de 11,66 km². Em 2010 a comuna tinha 176 habitantes (densidade: 15,1 hab./km²).